# Église Santa Maria Egiziaca a Pizzofalcone

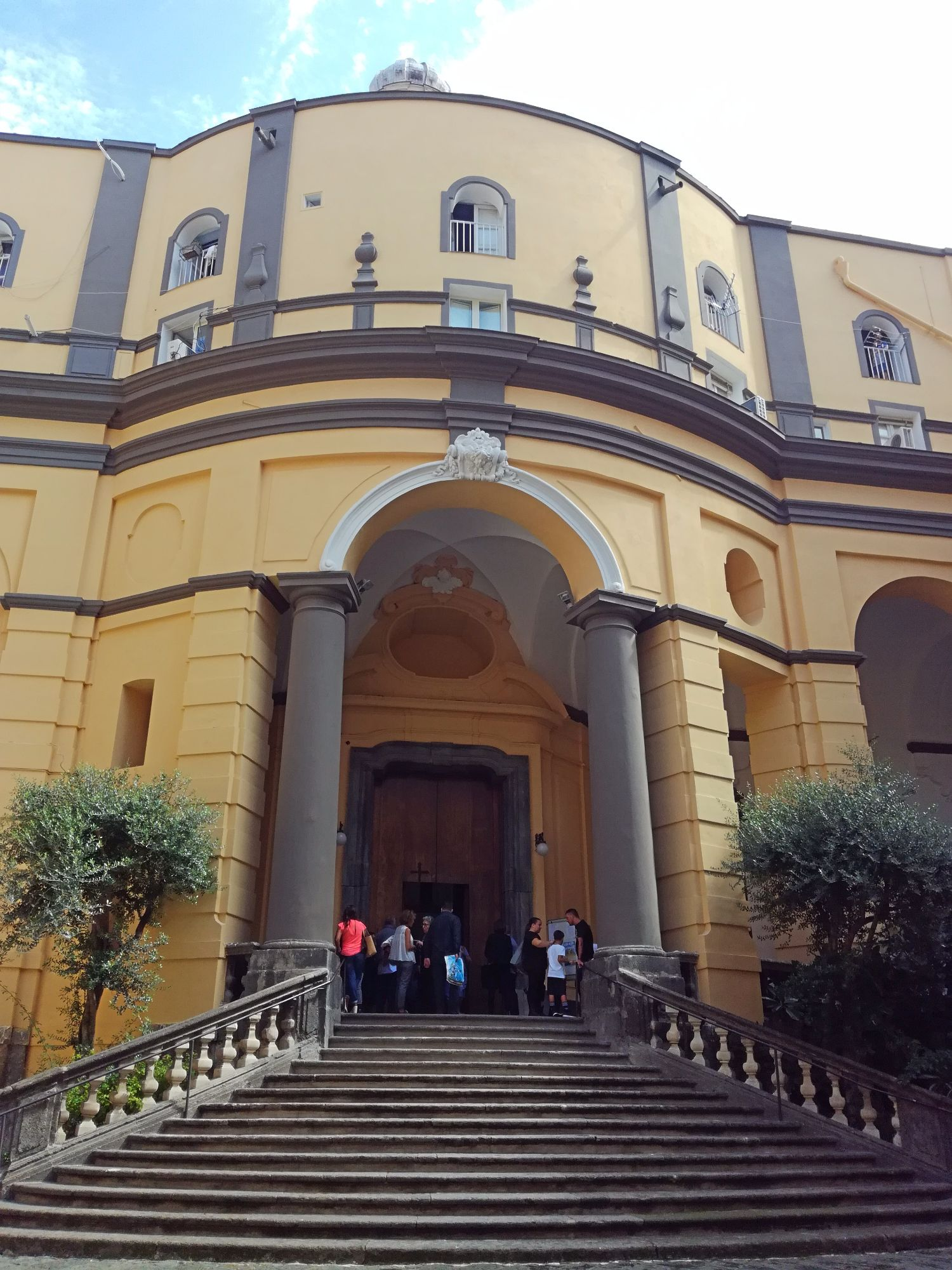
Façade de l'église.

L'église Santa Maria Egiziaca a Pizzofalcone (Sainte-Marie-l'Égyptienne-de-Pizzofalcone) est une église baroque de Naples sise sur la colline de Pizzofalcone dans le quartier de San Ferdinando, à l'ouest du cœur historique de la ville. Elle est consacrée à sainte Marie l'Égyptienne et dépend de l'archidiocèse de Naples.  

## Histoire

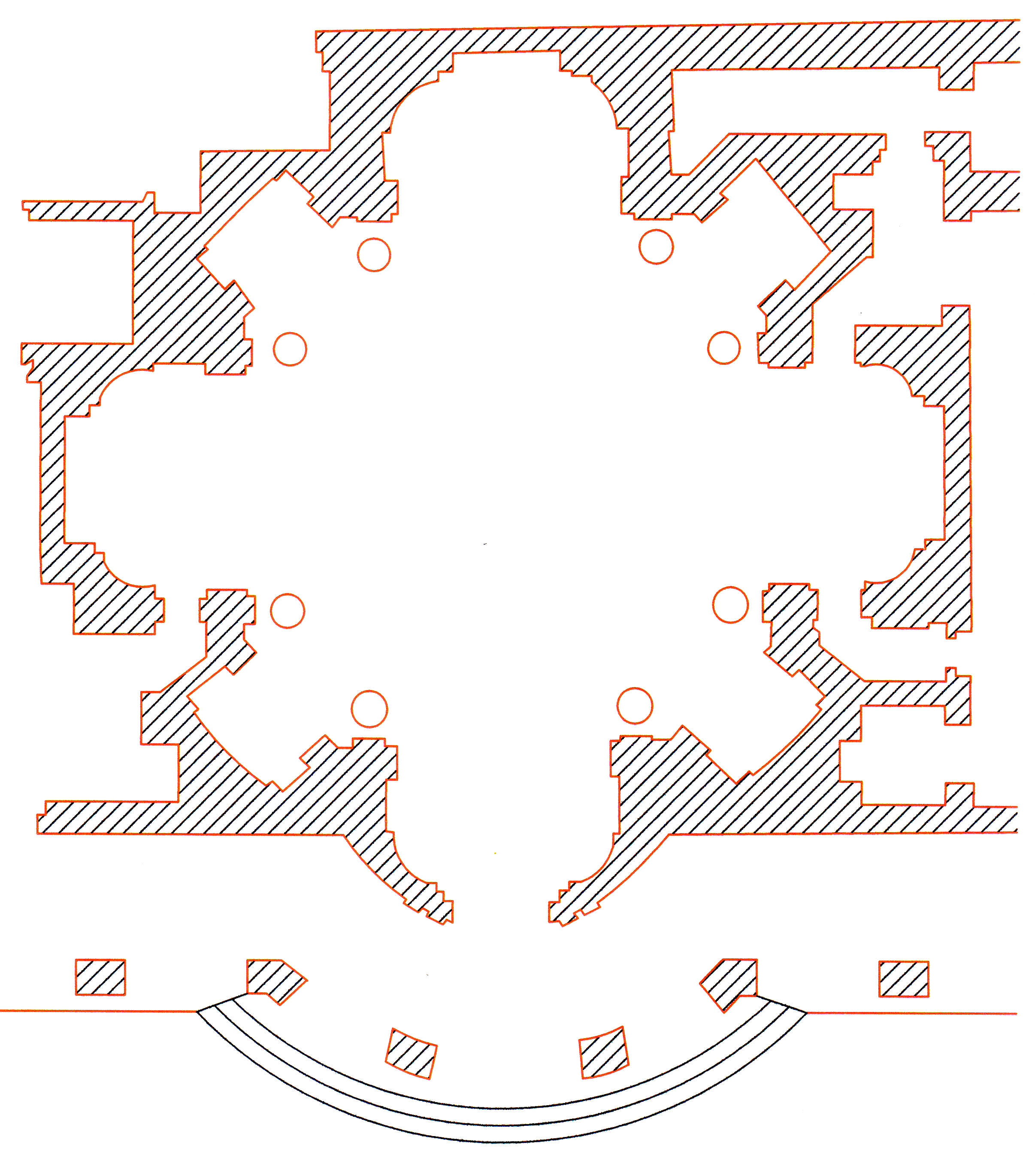
Plan de l'église par Fanzago.

La structure originale est constituée d'une petite église fondée en 1616. En 1639, un groupe de cinq religieuses augustines laissent l'église Santa Maria Egiziaca a Forcella pour fonder le couvent Sainte-Marie-l'Égyptienne sur la colline de Pizzofalcone dans une ancienne demeure située près de cette petite église. 
En 1648, les religieuses décident d'un réaménagement complet de l'ensemble. Le projet originaire est dû à Cosimo Fanzago, mais l'aspect actuel de l'église est le résultat de nombreuses et diverses interventions ultérieures. En 1665, la direction des travaux est assumée par Francesco Antonio Picchiatti, qui conçoit la partie extérieure, par Antonio Galluccio et, de 1691 à 1716, par Arcangelo Guglielmelli. Ces architectes transforment quelque peu le projet initial de Fanzago.

## Description
On accède à l'église par un escalier baroque qui mène à un portique d'allure théâtrale voulu, comme la coupole, par Guglielmelli; la façade convexe ajoute à l'impression scénographique, elle est à double courbure caractérisant l'entrée et l'atrium et articulée en deux ordres avec des fenêtres et des amphores décoratives sur la corniche du niveau supérieur.
L'église, si elle est le fruit d'un réaménagement lancé en 1655, fut réalisée par l'architecte sur la base d'un projet précédant son séjour romain entre 1647 et 1651; cela signifie donc que le plan de l'église qui combine deux croix grecques, pivotant entre elles, est une des premières applications de l'architecture baroque. De fait, Fanzago,  en plus de restaurer la basilique San Lorenzo in Lucina et la basilique Santa Maria in Via Lata,  participa au concours de l'église Sant'Agnese in Agone de Rome, présentant un projet similaire à celui de notre église en question. Cette idée a influencé aussi Girolamo Rainaldi. En effet, les deux hommes se fréquentaient et Fanzago avait beaucoup d'estime pour lui.
Cette église, de plan basilical, appartient à un groupe d'églises napolitaines conçues « en rébellion » contre la tradition de la ville, avec ses édifices cultuels à l'intérieur volumineux, à la décoration excessive et aux particularités architectoniques. C'est donc pour ces raisons de se distinguer des autres que l'église Santa Maria Egiziaca a Pizzofalcone se présente avec un intérieur plutôt dépouillé, des stucs simples et un pavement de majolique remarquable, datant de 1717.
L'on distingue également le maître-autel de marbres polychromes. Il y a six blasons sur la balustrade avec des incrustations de marbre colorés; ils représentent les armes des six familles de la noblesse napolitaine qui financèrent probablement l'édification et l'aménagement de l'église. Ce sont, de gauche à droite en regardant l'autel, les blasons des familles Confalone, Milano, Rocco di Torrepadula, Carraciolo, d'Aquino et Rizzo.
L'église abrite de nombreuses œuvres d'art, comme de magnifiques tableaux dans les chapelles latérales au-dessus des autels. Par exemple deux tableaux de Paolo de Matteis figurant La Sainte Vierge avec des saints. Le maître-autel, réalisé en 1738 par Giuseppe Bastelli, montre un tableau intitulé La Sainte Vierge avec sainte Marie l'Égyptienne et saint Augustin, œuvre d'Onofrio Palumbo. Un autre tableau de ce dernier dans l'église représente La Sainte Famille avec sainte Anne et saint Joachim.
L'on peut également distinguer les trois statues de bois du XVIIIe siècle de Nicola Fumo (it), figurant un Ange gardien, l''Immaculée Conception et Saint Michel-Archange.
L'église possède aussi une cour d'honneur intérieure et deux cloîtres monumentaux.

## Source de la traduction
- (it) Cet article est partiellement ou en totalité issu de l’article de Wikipédia en italien intitulé « Chiesa di Santa Maria Egiziaca a Pizzofalcone » (voir la liste des auteurs).